# Embalse de San Sebastián
El embalse de San Sebastián está ubicado en la parte occidental de la provincia de Zamora, comunidad autónoma de Castilla y León, España. Fue construido por Hidroeléctrica Moncabril.